# Китайски юан
Юанът (познат още като Ринминби) е официална валута и разплащателно средство в Китайската народна република. 1 юан се дели на 10 дзяо. 7 юана са приблизително 1 евро, а 1 юан – 0,20 лева.
До 2005 година стойността на юана е фиксирана към щатския долар. С прехода на Китай към пазарна икономика и увеличаването на външната му търговия юанът е девалвиран, за да се повиши конкурентоспособността на китайската индустрия. Първоначално се твърди, че официалният обменен курс на юана е подценен с 37,5% спрямо своя паритет на покупателната способност. В последно време обаче действията от страна на китайското правителство, както и количествени мерки за облекчаване, предприети от Федералния резерв и други големи централни банки, са причината ринминби да бъде в рамките на едва 8% отклонение от равновесната си стойност към втората половина на 2012 г. От 2006 г. обменният курс на юана плава в тесен диапазон около фиксиран базисен процент, определен с кошница от световни валути. В резултат на бързата интернационализация на юана той е осмата най-търгувана валута в света през 2013 г. и петата най-търгувана валута през 2015 г. с около 3% дял по данни на SWIFT – глобалната организация за обмен на финансова информация, в която членуват 10 800 водещи финансови компании и корпорации от 200 страни. За сравнение 43% от международните трансакции се извършват в щатски долари, а близо 29% – в евро. Това разпределение обаче е напът да се промени, след като през 2016 г. юанът е включен в кошницата от резервни валути, използвани от МВФ.